# Order of New Zealand

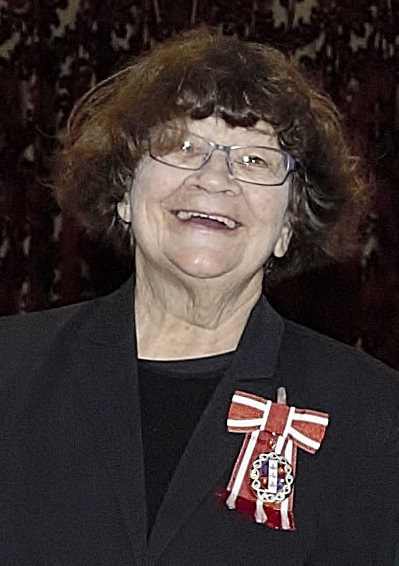
Joy Cowley als Mitglied des Order of New Zealand

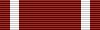
Band des Order of New Zealand

Der Order of New Zealand ist die höchste Auszeichnung Neuseelands und wurde geschaffen, um „herausragenden Dienst an der Krone und dem Volk von Neuseeland in ziviler oder militärischer Hinsicht“ zu ehren. Er wurde am 6. Februar 1987 gegründet. Der Orden ist nach dem Vorbild des Order of Merit und des Order of the Companions of Honour gestaltet.
Der Orden hat neben dem Staatsoberhaupt höchstens 20 reguläre Mitglieder, es besteht jedoch die Möglichkeit zusätzliche Mitglieder und Ehrenmitglieder aufzunehmen, die in diese Zahl nicht eingerechnet werden. Zusätzliche Mitglieder wurden zum 20. Jahrestag der Ordensgründung aufgenommen.
Die Mitglieder führen nach dem Namen das Kürzel ONZ.
Das Ordensabzeichen besteht aus einem ovalen Medaillon mit dem Wappen Neuseelands in Gold und farbigem Email, das an einem in Weiß und Ocker gehaltenen Band getragen wird.

## Derzeitige Mitglieder mit Verleihungsdatum
- Staatsoberhaupt Charles III.
- Mitglieder:
  - Kiri Te Kanawa, 17. Juni 1995
  - Jim Bolger, 31. Dezember 1997
  - Jonathan Lucas Hunt, 31. Dezember 2004
  - Lloyd Geering, 30. Dezember 2006
  - Sir Kenneth Keith, 4. Juni 2007
  - Don McKinnon, 31. Dezember 2007
  - Helen Clark, 31. Dezember 2009
  - Sir Bob Charles, 31. Dezember 2010
  - Albert Wendt, 3. Juni 2013
  - Sir Ron Carter, 2. Juni 2014
  - Sir Peter Gluckman, 1. Juni 2015
  - Richie McCaw, 31. Dezember 2015
  - Joy Cowley, 30. Dezember 2017
  - Sir Mason Durie, 31. Dezember 2020
  - Dame Anne Salmond, 31. Dezember 2020

- Zusätzliche Mitglieder:
  - Michael Duffy, 6. Februar 1990
  - Christian Karlson Stead, 6. Februar 2007
  - Margaret Bazley, 4. Juni 2012
  - Sir Peter Jackson, 4. Juni 2012
  - Malvina Major, 4. Juni 2012
  - Dame Silvia Cartwright, 6. Juni 2022
  - Sir Tipene O’Regan, 6. Juni 2022
  - Queen Camilla, 5. Juni 2023

- Officers:
  - Sekretär und Registrar: Rebecca Kitteridge (Angestellte des Executive Council of New Zealand)

## Verstorbene Mitglieder
(Datum der Ernennung und Todestag)
- Mitglieder
  - Sir Arnold Nordmeyer, 6. Februar 1987 – 3. Februar 1989
  - Walter Knox, 6. Februar 1988 – 1. Dezember 1991
  - Dame Whina Cooper, 15. Juni 1991 – 26. März 1994
  - Frederick Turnovsky, 6. Februar 1988 – 12. Dezember 1994
  - Richard Matthews, 6. Februar 1988 – 19. Februar 1995
  - Henry Lang, 6. Februar 1989 – 17. April 1997
  - Clarence Edward Beeby, Februar 1987 – 10. März 1998
  - John Somerville, 15. Juni 1991 – 5. Oktober 1999
  - Sir Thaddeus McCarthy, 6. Februar 1994 – 11. April 2001
  - Douglas Lilburn, 6. Februar 1988 – 6. Juni 2001
  - Manuhuia Bennett, 6. Februar 1989 – 20. Dezember 2001
  - Sonja Davies, 6. Februar 1987 – 12. Juni 2005
  - David Lange, 2. Juni 2003 – 13. August 2005
  - Te Arikinui Dame Te Atairangikaahu, 6. Februar 1987 – 15. August 2006
  - Professor Alan MacDiarmid, 31. Dezember 2001 – 7. Februar 2007
  - Sir James Fletcher, 2. Juni 1997 – 29. August 2007
  - Sir Roy McKenzie, 17. Juni 1995 – 1. September 2007
  - Sir Edmund Hillary, 6. Februar 1987 – 11. Januar 2008
  - Ivan Lichter, 2. Juni 1997 – 15. Juni 2009
  - Vera Doreen Blumhardt, 30. Dezember 2006 – 19. Oktober 2009
  - Tini Whetu Marama Tirikatene-Sullivan, 6. Februar 1993 – 20. Juli 2011
  - Margaret Mahy, 6. Februar 1993 – 23. Juli 2012
  - June Blundell, 6. Februar 1987 – 31. Oktober 2012
  - Ralph Hotere, 31. Dezember 2011 – 24. Februar 2013
  - Clifford Whiting, 31. Dezember 1998 – 16. Juli 2017
  - Mike Moore, 31. Dezember 1999 – 2. Februar 2020
  - Dame Miriam Dell, 6. Februar 1993 – 22. März 2022
  - Sir Miles Warren, 17. Juni 1995 – 9. August 2022
  - Ken Douglas, 31. Dezember 1998 – 14. September 2022
  - Sir Murray Halberg, 2. Juni 2008 – 30. November 2022
  - Thomas Stafford Williams, 5. Juni 2000 – 22. Dezember 2023

- Zusätzliche Mitglieder:
  - Sir Guy Powles, 6. Februar 1990 – 24. Oktober 1994
  - Allen Curnow, 6. Februar 1990 – 23. September 2001
  - Elizabeth Bowes-Lyon, 6. Februar 1990 – 30. März 2002
  - Janet Frame, 6. Februar 1990 – 29. Januar 2004
  - Dame Ann Ballin, 3. Juni 2002 – 2. September 2003
  - Sir Brian Lochore, 6. Februar 2007 – 3. August 2019
  - Arthur Lydiard, 6. Februar 1990 – 11. Dezember 2004
  - Robin Cooke, Baron Cooke of Thorndon, 3. Juni 2002 – 30. August 2006
  - Sir Hugh Kawharu, 3. Juni 2002 – 19. September 2006
  - Sir Paul Reeves, 6. Februar 2007 – 14. August 2011
  - Sir Owen Woodhouse, 6. Februar 2007 – 15. April 2014
  - Philip Mountbatten, Duke of Edinburgh, 4. Juni 2012 – 9. April 2021
  - Dame Catherine Tizard, 3. Juni 2002 – 31. Oktober 2021

- Ehrenmitglieder:
  - William Hayward Pickering, 2. Juni 2003 – 17. März 2004
  - Sir Shridath Ramphal, 6. Februar 1990 – 30. August 2024